# Biodiesel

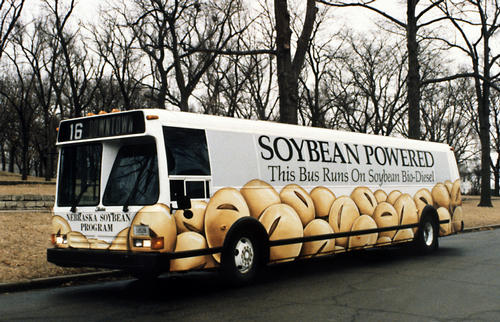
Bus op biodiesel gemaakt van sojabonen

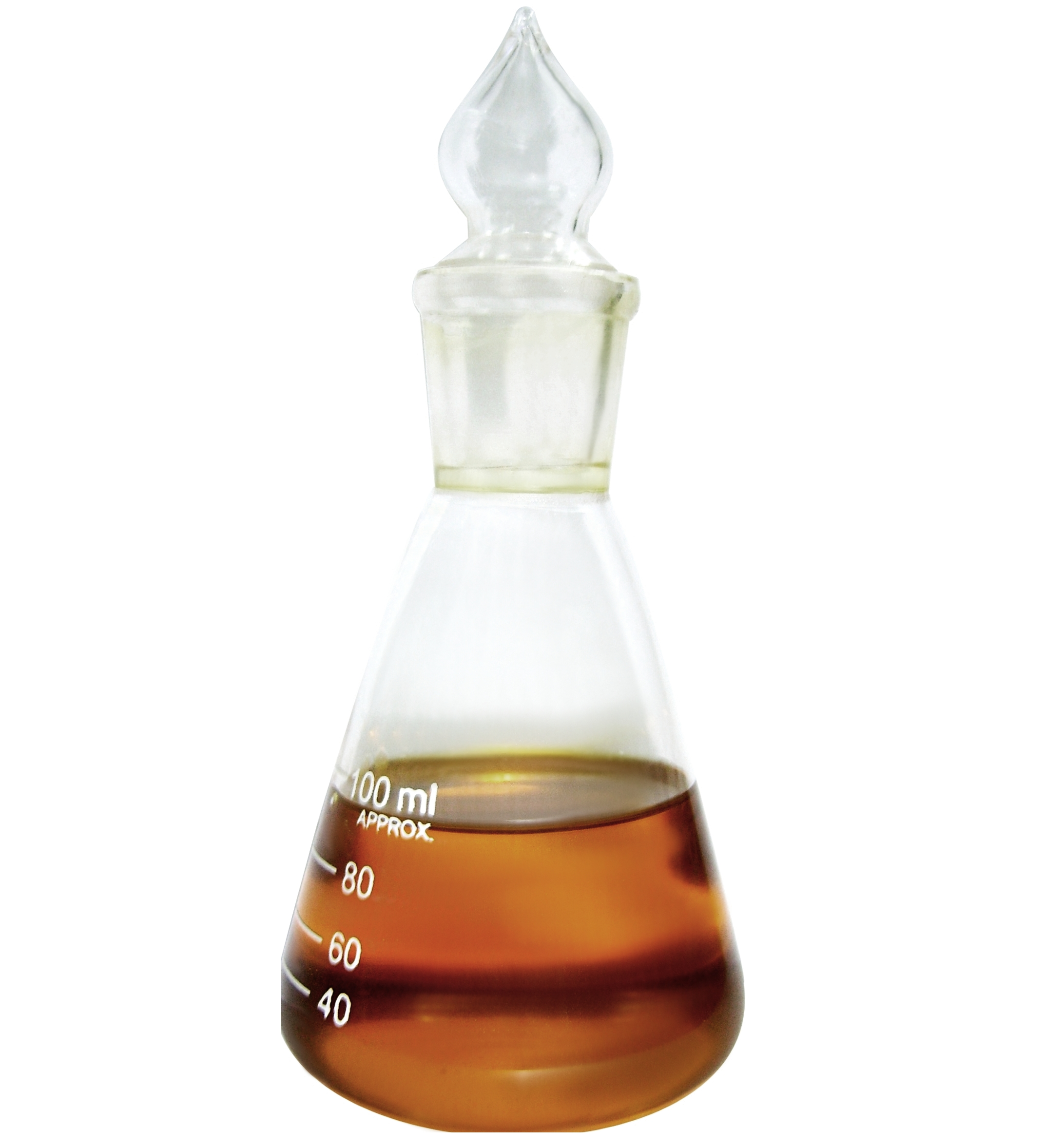
Biodiesel

Biodiesel is een type biobrandstof die gemaakt wordt uit plantaardige olie of dierlijk vet. Biodiesel wordt ook toegepast in een mengvorm met uit aardolie verkregen diesel. De benaming die men er aan geeft is dan B5 (5% biodiesel) of B20 (bij 20% bijmenging). Bij gebruik van pure biodiesel spreekt men van B100.
Biodiesel kan een duurzame energiebron zijn, afhankelijk van de wijze waarop de grondstoffen worden verkregen. In alle gevallen blijft het eenzelfde bron van luchtverontreiniging en gezondheidsrisico als 'normale' dieselbrandstof is.
Toen Rudolf Diesel zijn eerste dieselmotor bouwde, was deze bedoeld voor olie geperst uit pinda's. Moderne dieselmotoren zijn niet geschikt om zonder aanpassingen te werken op pure plantaardige oliën (PPO) of gebruikte plantaardige oliën (Waste Vegetable Oil). Deze zijn te stroperig en geven veel roet. Om deze reden worden de oliën chemisch met een korte alcohol (zoals ethanol, of methanol) omgezet door transesterificatie.
Omdat biodiesel van de eerste generatie onder meer op basis van koolzaad wordt geproduceerd, wat landbouwgrond voor voedselproductie schaarser maakt, moedigt Europa biodiesel van de tweede generatie aan. Die diesel is gemaakt van dierlijk afval en frituurvet en concurreert dus niet met de voedselproductie.

## Proces om plantaardige biodiesel te maken
Productie van biodiesel op basis van plantaardige olie (bestaande uit triglyceride moleculen) vindt in twee stappen plaats. In de eerste stap worden de esterverbindingen verbroken door bijvoeging van een base (veelal KOH en soms NaOH). Hierbij ontstaan glycerol en vrije vetzuren. De vetzuren worden vervolgens veresterd met de alcohol. Dit gehele proces wordt ook wel transesterificatie, of omestering, genoemd. Omdat de-esterificatie met base ook de verzeping bevordert wordt de transesterificatie in moderne installaties in één stap gedaan met ethanol of methanol en het kaliumzout ervan als katalysator.
Beide reacties zijn evenwichtsreacties. De reacties zijn dus niet volledig.
De olie wordt hierdoor minder viskeus en geeft tevens minder roet bij verbranding. Glycerol kan als bijproduct worden afgescheiden en doorverkocht aan de voedingsindustrie of andere bedrijfstakken.
De base doet mee aan de reactie, maar wordt niet verbruikt en werkt dus als katalysator. Vaak wordt een loog eerst opgelost in de methanol alvorens deze twee componenten toegevoegd worden aan de olie. Bij de oplossingenreactie ontstaan methoxide, natriumionen en water. De methoxide is de reactieve stof die ervoor zorgt dat het vetzuur loslaat van de glycerol. Ook is hier sprake van een evenwicht. Het is daarom ook belangrijk dat watervrije loog gebruikt wordt om het evenwicht zo veel mogelijk naar rechts te laten lopen.
Na het produceren van de biodiesel zijn 2 lagen ontstaan. De polaire laag en de apolaire laag. De apolaire laag bestaat uit biodiesel en eventueel niet weggereageerde olie. De polaire laag bestaat uit glycerol, de katalysator en het overgebleven methanol. Deze lagen moeten van elkaar gescheiden worden.
Vervolgens is het belangrijk dat de biodiesel gewassen wordt, om de laatste verontreinigingen te verwijderen. Het nadeel bij deze stap is dat er een klein deel water oplost in de biodiesel.
Als laatste stap moet de biodiesel worden gedroogd.

## Grondstoffen voor biodiesel
Biodiesel wordt gemaakt uit de combinatie van een natuurlijke olie of vet en een korte alcoholketen. Hiervoor zijn verschillende grondstoffen, die verschillen per werelddeel. De precieze grondstof hangt af van het klimaat: de planten die in een bepaalde streek de hoogste olieopbrengsten geven worden in plantages gekweekt. In Nederland en België wordt voornamelijk koolzaad gebruikt.
Andere grondstoffen zijn:
- sojaolie (wereldwijd)
- maïsolie (onder andere Verenigde Staten, gedeeltelijk door een (historisch) maïsoverschot)
- palmolie (tropische landen)
- pongamia pinnata[2]
- jatrophaolie (van de purgeernoot (Jatropha curcas), India en andere subtropische landen)
- karanj (vooral India)
- eucalyptusolie (onder andere Thailand)
- huttentut Camelina sativa
- dierlijk vet
- gebruikt frituurvet
- algen, zie biobrandstof uit algen
- suiker

Als korte keten alcohol worden (bio)methanol en (bio)ethanol gebruikt.

### HVO-diesel
HVO-diesel is volledig gemaakt van hernieuwbare grondstoffen en kan worden gebruikt als een brandstof in elke dieselmotor.

## Milieubalans

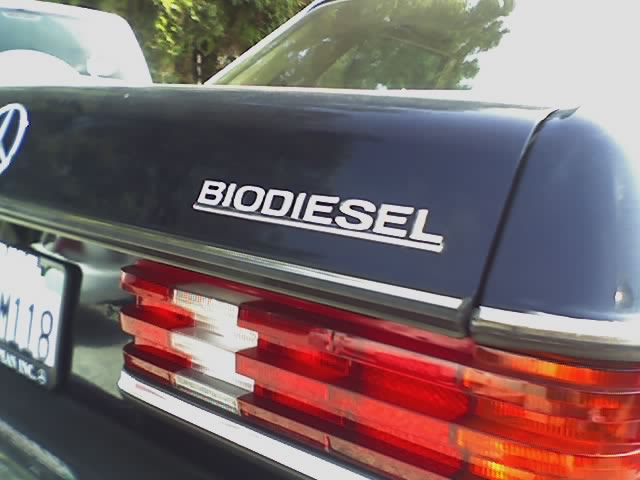
Een omgebouwde Mercedes Benz geschikt voor biodiesel

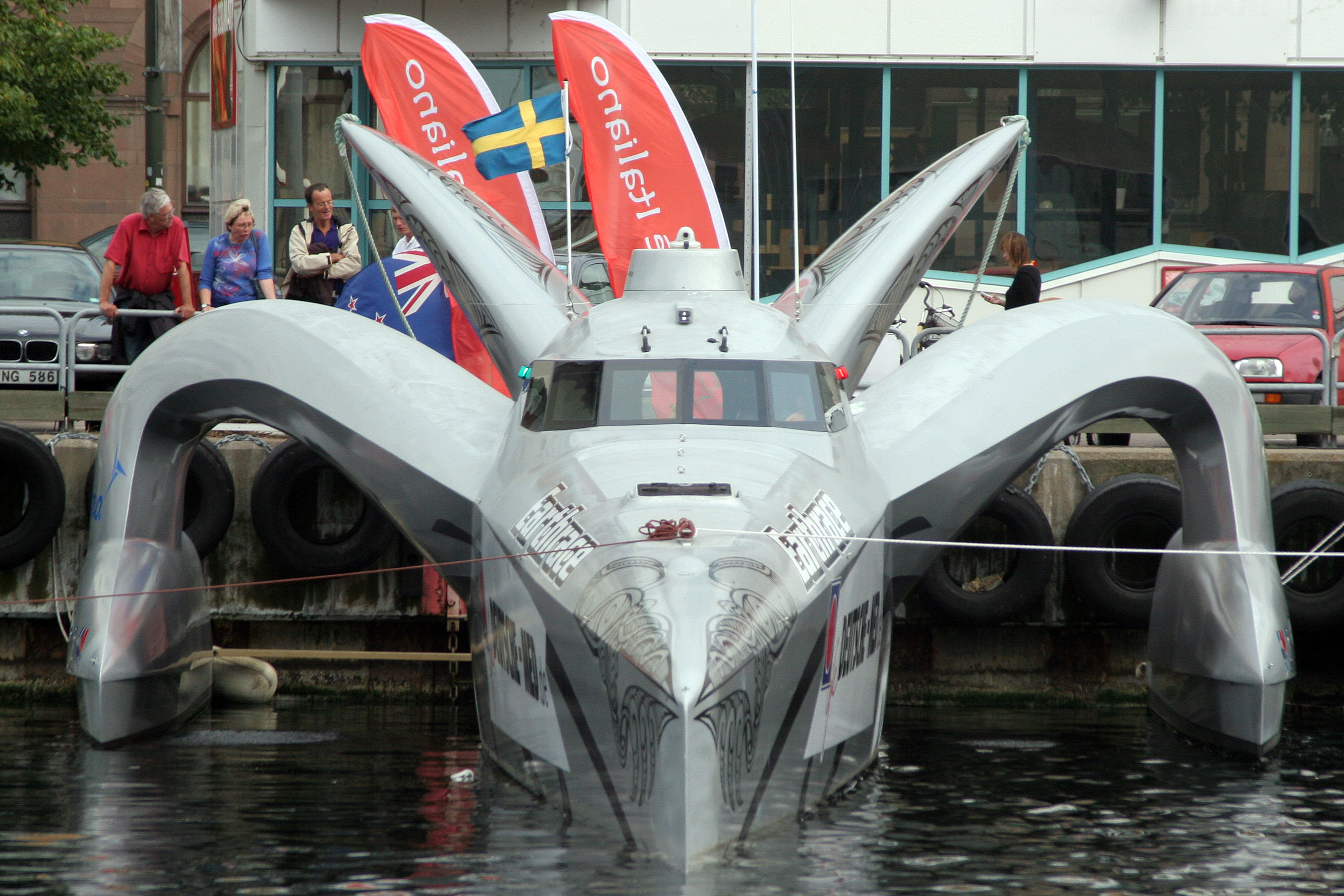
Op 27 juni 2008 brak de op biodiesel lopende Earthrace het wereldrecord voor powerboten door de circumnavigatie te voltooien in 60 dagen, 23 uur en 49 minuten.

Het belangrijkste milieuvoordeel van biodiesel is dat pure plantaardige olie (PPO) biologisch afbreekbaar is, niet giftig en geen zwavel of aromaten bevat. Daarentegen zijn de benodigde chemicaliën voor de verestering wel giftig. Bij verbranding komt veel minder zwaveloxide en koolstofmonoxide vrij dan bij gewone brandstoffen. Maar er komen wel meer stikstofoxiden vrij, die bijdragen aan de vorming van zure regen. Met een katalysator in het uitlaatsysteem van de wagen zijn deze stikstofoxiden goed te verwijderen. De belangrijkste drijfveer voor het gebruik van biodiesel is de neutralisering van de CO2-uitstoot, veronderstellend dat de hoeveelheid CO2 die geproduceerd wordt door verbranding, eerder door de plantaardige bron uit de lucht werd gehaald tijdens het groeiproces. Een gedeelte van deze milieuwinst wordt tenietgedaan door het energieverbruik tijdens productie en transport van de grondstoffen. Verder gaat dit alleen maar op als de voor de biodiesel benodigde aanplant geplant wordt op een plek waar voorheen geen beplanting stond. Vaak wordt hiervoor echter bos gekapt (dat al CO2 uit de lucht haalde), waardoor er niet méér CO2 uit de lucht wordt gehaald dan voorheen. Wel komt er minder CO2 in de lucht omdat er nu geen aanspraak wordt gedaan op de 'C-voorraad' in de aardbodem.
Het voordeel van biodiesel ten opzichte van pure plantaardige olie is dat de viscositeit ervan goed overeenkomt met die van conventionele dieselolie. Daardoor kunnen de meeste motoren er zonder aanpassingen op lopen.

## Nadelen en risico's

### Praktische nadelen
Bij permanent biodieselgebruik moeten brandstofleidingen en pakkingen van een materiaal zijn dat zich niet laat aantasten door de hogere zuurgraad van biodiesel. Dit vraagt in veel gevallen om aanpassing. Een nadeel is dat biodiesel een iets lagere energiewaarde heeft dan diesel, waardoor minder ver met een tank biodiesel gereden kan worden. Verder moet de grondstof voor biodiesel eerst bewerkt worden, hetgeen milieubelastend is.

### Gezondheidsimpact
Bij de verbranding van biodiesel komen onder meer fijnstof en stikstofoxiden vrij. Dit zijn de voornaamste veroorzakers van smog laag bij de grond, met diverse negatieve gevolgen voor de gezondheid (hart- en vaatziekten, chronische aandoeningen van de luchtwegen, kanker, astma, aangeboren afwijkingen...). Hoewel biodiesel in vergelijking met gewone diesel voor minder fijnstof aan de uitlaat zorgt, blijkt dat stof nog minstens even schadelijk of zelfs schadelijker (verhoogde cytotoxiciteit en IL-6-productie in de luchtwegen).

### Ontbossing
Het toenemende gebruik van biodiesel en bio-ethanol zorgt voor veel extra vraag naar gewassen waaruit olie kan worden gewonnen. Een van de grootste zorgen is met name het kappen van tropische wouden om zo ruimte te maken voor de verbouw van de lucratieve palmolie, zoals in de Filipijnen en op Indonesië. Naast ontbossing en erosie komen daardoor bijzondere plantensoorten en beschermde diersoorten zoals de orang-oetan in het gedrang. Bovendien kost het transport van deze tropische biodiesel ook de nodige brandstof voor het in Nederland aan de pomp verkrijgbaar is.

### Prijsstijging voedsel
Economisch gezien heeft de grote vraag in westerse landen naar biobrandstoffen vergaande gevolgen. In het voorjaar van 2007 was, door de grote vraag naar maïs voor gebruik als biobrandstof in bijvoorbeeld Amerika, de prijs voor maïs en tortilla's in Mexico meer dan verdubbeld. In Nederland ook werd gewaarschuwd voor hogere prijzen voor grondstoffen door de toenemende vraag naar biobrandstoffen. Denk hierbij aan prijsstijgingen van producten als eieren en kippenvlees. Bierproducent Heineken waarschuwde al begin 2007 dat de bierprijzen, door de toenemende vraag naar onder andere tarwe, zullen gaan stijgen. Voor westerse consumenten betekent de opkomst en wettelijke verplichting van biobrandstoffen een stijging van de voedselprijzen, in de derde wereld zal dit mogelijk tot een voedselcrisis leiden. Naast het prijseffect stonden de effectiviteit voor het reduceren van de broeikasgasuitstoot en het risico van ontbossing en aantasting van de biodiversiteit ook ter discussie. De stijgende wereldwijde vraag naar landbouwgewassen, inclusief vanuit de biobrandstoffenindustrie, en het gebrek aan voorraden leidde tot extra druk op het landgebruik en de landbouwmarkt.

## Tweede en derde generatie
Vanwege de nadelen verbonden aan concurrentie met voedselgewassen, is een tweede en nadien derde generatie biodiesel op de markt gekomen. Het idee achter de tweede generatie is om (agrarische) restproducten te benutten, zoals dierlijk afval of gebruikt frituurvet. Diverse processen maken dit mogelijk: vergisting (CH4), vergassing (CO, H2), pyrolyse (bio-olie) en verkoling (kool). De synthese gebeurt via het Fischer-Tropschproces. Ter promotie van de tweede generatie heeft de Europese Unie haar initiële beleid inzake de samenstelling van diesel omgebogen, van minstens 10% biodiesel naar minstens 4% tweedegeneratiebiodiesel.
In de derde generatie, inmiddels commercieel beschikbaar, wordt biodiesel uit algen en middels vergisting bijvoorbeeld door Amyris gemaakt.

## Verkrijgbaarheid

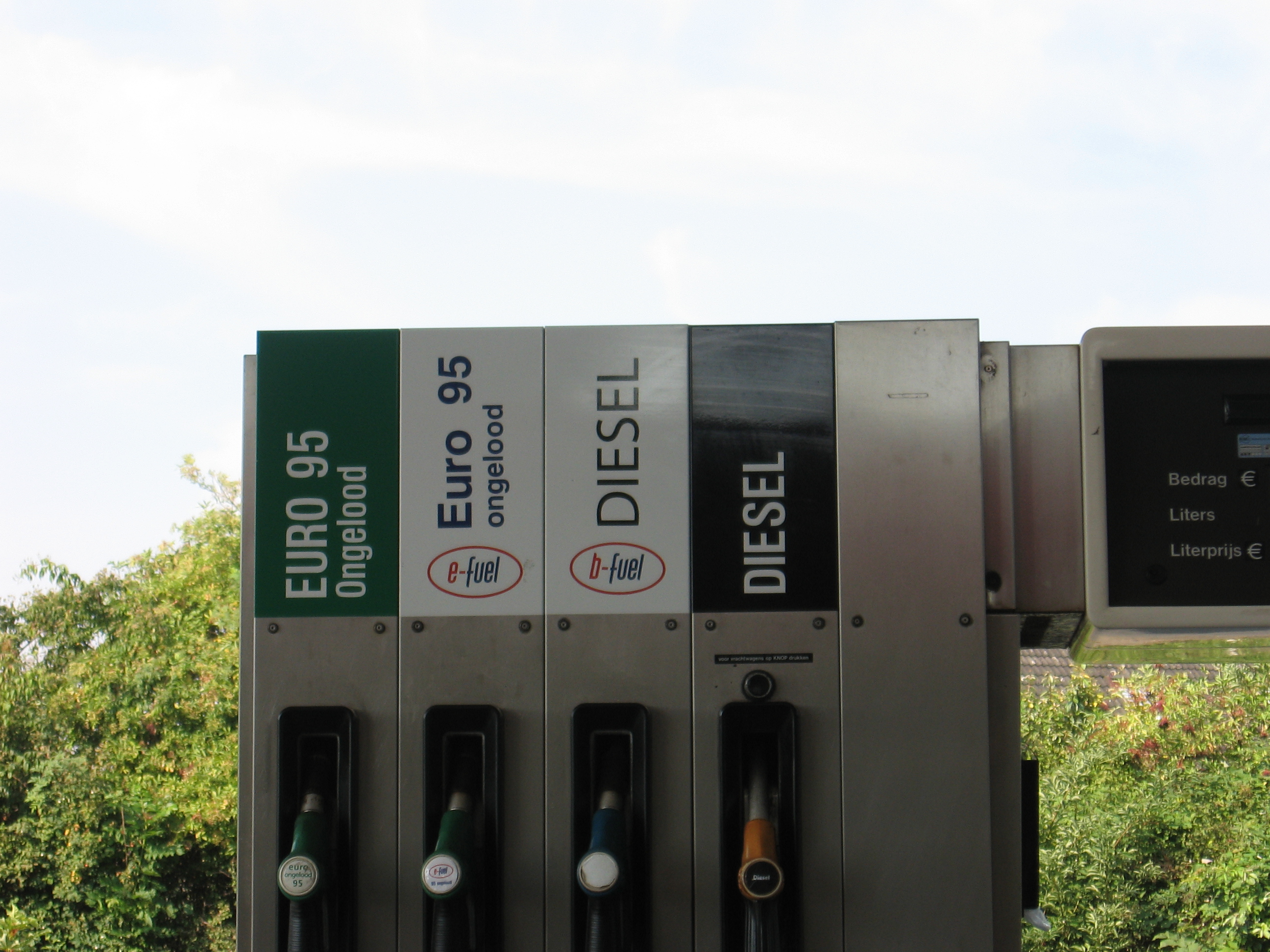
Diesel B5 aan de pomp (bij Argos Oil b-fuel genoemd)

Biodiesel moet vandaag aan de internationaal geldende norm EN 14214 beantwoorden, die door de producenten en de automobielindustrie gemeenschappelijk uitgewerkt werd. Biodiesel wordt in Duitsland op relatief grote schaal toegepast en is daar bij zo'n 1700 tankstations beschikbaar. Ook in Frankrijk is biodiesel, gemengd met gewone diesel, al op veel plaatsen te verkrijgen. In Nederland is biodiesel nog maar zeer beperkt beschikbaar. Half oktober 2006 is in Emmen de eerste biodieselfabriek van Nederland volledig in bedrijf genomen. De tweede fabriek staat in Kampen, hier wordt biodiesel uit gebruikte oliën geproduceerd. Ten slotte startte in september 2007 de Biovalue-fabriek in de Eemshaven de productie met koolzaad als grondstof.
Met ingang van 2007 moet er in Nederland verplicht 2% biobrandstoffen (in de praktijk biodiesel) worden bijgemengd bij de standaarddiesel aan de pomp. Jaarlijks neemt het bij te mengen percentage met 1,25% toe tot 5,75% in 2010. Voor benzineauto's kan ethanol als brandstof gebruikt worden. Ultimo 2008 heeft de Nederlandse regering, gezien de nadelen van eerste generatie biobrandstoffen, besloten de bijmengverplichtingen te verlichten. Het nationale aandeel van biobrandstoffen voor 2010 werd verlaagd van 5,75% naar 4%. Met deze beleidswijziging werd een geleidelijker groeipad van de verplichte inzet van biobrandstoffen in het wegverkeer ingezet. De in de EU-richtlijn opgenomen 10% hernieuwbare energie voor 2020 blijft gehandhaafd.
Een direct gevolg van de Nederlandse beleidswijziging was een scherpe daling in de vraag naar biobrandstoffen. Bij Biovalue is in mei 2010 de productie gestaakt en het bedrijf is ultimo 2010 failliet gegaan.